# 日本足球協會
日本足球協會（日语：日本サッカー協会，簡稱），早於1921年成立並在東京設立总部，並於同年加入国际足联，是日本國家足球隊以及日本國內足球聯賽的管理機構。

## 沿革
- 1921年9月10日：大日本蹴球協會創立。
- 1925年：加盟於大日本體育協會。
- 1929年：加入FIFA。
- 1945年11月13日：FIFA將其除名。
- 第二次世界大戰後：更名為日本蹴球協會。
- 1950年9月23日：日本蹴球協會重新加入FIFA。
- 1954年：加入亞洲足協。
- 1974年：更名為日本足球協會。

## 名譽總裁
- 1987年─2002年：高円宮憲仁親王
- 2002年─現在：憲仁親王妃久子

## 歷任會長
| 任數 | 姓名       | 學歷                   |
| ---- | ---------- | ---------------------- |
| 1    | 今村次吉   | 東京大學法學部         |
| 2    | 深尾隆太郎 | 一橋大學商學部         |
| 3    | 高橋龍太郎 | 京都大學工學部         |
| 4    | 野津謙     | 東京大學醫學部         |
| 5    | 平井富三郎 | 東京大學法學部         |
| 6    | 藤田静夫   | 京都教育大學教育學部   |
| 7    | 島田秀夫   | 東北大學法學部         |
| 8    | 長沼健     | 中央大學法學部         |
| 9    | 岡野俊一郎 | 東京大學文學部         |
| 10   | 川淵三郎   | 早稲田大學商學部       |
| 11   | 犬飼基昭   | 慶應義塾大學商學部     |
| 12   | 小倉純二   | 早稻田大學政治經濟學部 |
| 13   | 大仁邦彌   | 慶應義塾大學           |
| 14   | 田嶋幸三   | 筑波大學               |

## 賽事

### 男子
- 日本職業足球甲級聯賽(J1)
- 日本職業足球乙級聯賽(J2)
- 日本聯賽盃
- 日本超級盃
- 麒麟盃
- 全國高等學校足球選手權大會
- 高园宫杯全日本青年足球锦标赛

### 女子
- 日本職業女子足球聯賽

## 外部連結
- 日本足球协会官方網站 （页面存档备份，存于） （日語）